# Томпсон, Миран
Миран Эдгар Томпсон (16 декабря 1917 года — 3 декабря 1948 года) — американский убийца, известен как участник неудачного побега из тюрьмы, известного как «Битва за Алькатрас», превратившегося в кровавую бойню и приведшего к убийству пяти человек.

## Биография
Миран Томпсон родился 17 декабря 1917 года. Он рано начал криминальную биографию. При арестах и заключениях он пытался бежать восемь раз. До перевода в Алькатрас он был осужден за убийство, в том числе нескольких полицейских.

## Сражение за Алькатрас
«Сражением за Алькатрас» была названа неудачная попытка побега, которая была предпринята со 2 по 4 мая 1946 года, в результате которой были убиты два охранника (один скончался от тяжёлых ранений позже) и трое заключённых, а 14 охранников и один заключённый получили ранения.
Бернард Кой, грабитель банка, отбывавший двадцатилетнее заключение, нашёл слабое место в решётке, защищавшей западный склад с оружием. Приблизительно в 2 часа дня 2 мая он (после того как долго сидел на диете) разделся, намазался жиром и залез по решётке ниже склада с оружием. Используя самодельное устройство, сделанное им в мастерской, он немного разогнул прутья решётки и протиснулся между ними, перехитрив дежуривших охранников. Добравшись до цели, он вооружился винтовкой Спрингфилд и стал скидывать сообщникам автоматическое оружие, ключи, дубинки и газовые гранаты. Вооружившиеся заключённые захватили девятерых охранников и заперли их в камере. Одним из пяти соучастников Коя был Миран Томпсон.
Целью заключённых был захват катера, который должен был прибыть в тюрьму с материка. Они планировали, прикрывшись захваченными охранниками, попытаться захватить катер, а на нём добраться до Сан-Франциско. Но для этого им нужно было попасть за пределы тюремного корпуса, и тут заключённые поняли, что у них нет ключа от двери, ведущей во двор. Бернард Кой и его сообщник Джозеф Кретцер начали требовать у захваченных охранников нужный им ключ, и когда поняли, что его им не получить, Кретцер начал стрелять по охранникам в камере. А ключ по счастливой случайности не положил на место один из захваченных охранников, Билл Миллер. Позже заключённые нашли у него ключ, но из-за подбора всех подряд ключей к двери, ведущей во двор, у неё сработал блокирующий механизм, и заключённые оказались в ловушке.
Стрельба не осталась незамеченной, была включена сирена и вызвана подмога. Вскоре прибыли на помощь морские пехотинцы, береговая охрана, а позже и агенты ФБР. Было решено пойти на штурм, охрана открыла огонь по бунтующим заключённым, и штурмовая команда попыталась войти в тюрьму. Один боец из штурмовой команды был смертельно ранен, вероятно, пулей своего напарника. Морские пехотинцы начали закидывать гранаты со слезоточивым газом в тюремный корпус D.
В 9:45 утра 4 мая охрана взяла тюрьму штурмом. Они обнаружили тела Кретцера, Коя и еще одного соучастника, Марвина Хаббарда. Всего в заговоре участвовали шесть заключенных. Заключённых Мирана Томпсона, Сэма Шокли и Кларенса Карнеса вывезли с Алькатраса, чтобы судить за бунт и убийство охранников.

## Казнь
Мирана Томпсона, Сэма Шокли и Кларенса Карнеса признали виновными в убийстве. Девятнадцатилетний Кларенс Карнес за активное участие в бунте вместо смертной казни получил второй пожизненный срок. Заключённых Мирана Томпсона и Сэма Шокли приговорили к смертной казни. 3 декабря 1948 года Миран Томпсон был казнен в газовой камере Сан-Квентина.